# The Stranglers

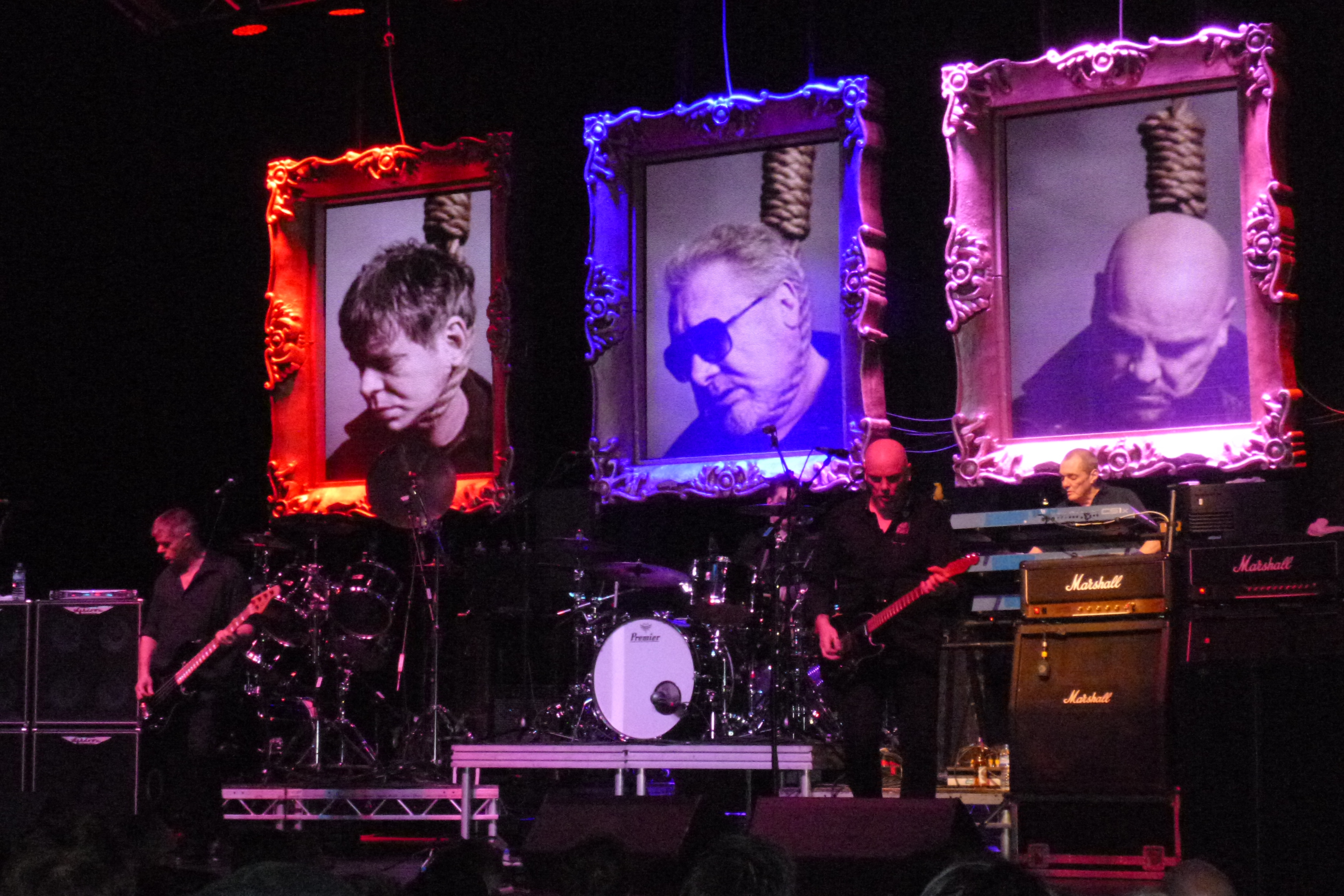
The Stranglers live 2014

The Stranglers är ett brittiskt punk/New Wave-band, bildat 1974 i Guildford. Från början hette gruppen Guildford Stranglers och började sin karriär med att uppträda på lokala pubar. Till en början var svensken Hans Wärmling medlem som keyboardist/gitarrist, men han hoppade av 1976, innan gruppens egentliga genombrott.
Medlemmarna hade en spridd bakgrund med erfarenheter från blues, jazz, psykedelisk rock och klassisk musik. The Stranglers blev kända under det sena 1970-talet för sin experimenterande stil som tangerade såväl punk som rock och senare även New Wave, med ett lite mjukare uttryckssätt och tonvikt på synth.
Texterna, som tidigare hade kritiserats för sitt kontroversiella och ibland provocerande innehåll, blev också med tiden mindre aggressiva och kom att behandla miljöproblem, religion, utomjordingar och politik.
Deras kommersiella genombrott i Europa skedde 1981 i samband med att man släppte albumet La Folie med låten  Golden Brown.  Deras mest kända låt torde dock vara Always the Sun från albumet Dreamtime (1986), med vilken man nådde topplistorna i USA. Sedan dess har flera av de ursprungliga medlemmarna bytts ut och verksamheten har stundtals legat nere, men under 2000-talet har man hittills släppt två skivor med nytt material, samt genomfört flera turnéer.

## Medlemmar
Nuvarande medlemmar
- Jean-Jacques Burnel – bas, bakgrundssång (1974–nutid), sång (1974–1990, 2006–nutid)
- Baz Warne – gitarr, bakgrundssång (2000–present), sång (2006–present)
- Jim Macaulay – trummor, slagverk, bakgrundssång (2018–nutid, turnerande musiker: 2012–2018)
- Toby Hounsham – keyboard, bakgrundssång (2021–nutid)

Tidigare medlemmar
- Jet Black – trummor, slagverk (1974–2018; semi-pensionerad från turné 2007–2018; död 2022)
- Hugh Cornwell – lead- och bakgrundssång, gitarr (1974–1990)
- Hans Wärmling – keyboard, bakgrundssång, gitarr (1974–1975; död 1995)
- Dave Greenfield – klaviatur, bakgrund och sång (1975–2020; död 2020)
- John Ellis – gitarr, bakgrundssång (1990–2000)
- Paul Roberts – sång (1990–2006)

Tidigare turnerande musiker
- Ian Barnard – trummor, slagverk (2007–2012)

## Studioalbum
- Rattus Norvegicus (1977)
- No More Heroes (1977)
- Black and White (1978)
- The Raven (1979)
- The Gospel According to The Meninblack (1981)
- La Folie (1981)
- Feline (1983)
- Aural Sculpture (1984)
- Dreamtime (1986)
- 10 (1990)
- Stranglers In the Night (1992)
- About Time (1995)
- Written in Red (1997)
- Coup de Grace (1998)
- Norfolk Coast (2004)
- Suite XVI (2006)
- Giants (2012)
- Sight & Sound (2012) (samlingsalbum)
- Dark Matters (2021)